# Federico Piovaccari
Federico Piovaccari (Gallarate, 1º settembre 1984) è un calciatore italiano, attaccante della Virtus.

## Biografia
È soprannominato il Pifferaio, nome datogli da suo figlio Andreas, ispirato dalla sigla del cartone animato Spongebob.

## Caratteristiche tecniche
In grado di agire da prima o seconda punta, Piovaccari è un attaccante forte fisicamente e nel gioco aereo, tecnico, capace di fare reparto da solo e abile nel proteggere la sfera con il fisico per favorire gli inserimenti dei compagni. È inoltre un abile rigorista.

## Carriera
Muove i suoi primi passi nelle giovanili della Pro Patria. Nel 2003 viene tesserato dall'Inter, che lo aggrega alla formazione Primavera. Nel 2006 passa in prestito con diritto di riscatto alla Triestina. Esordisce in Serie B il 16 settembre 2006 in Treviso-Triestina (0-0), subentrando al 62' al posto di Mauro Briano. Termina la stagione segnando 5 reti in 37 incontri, di cui una il 17 marzo 2007 contro la Juventus (5-1 per i bianconeri). Il 28 giugno 2007 passa in compartecipazione al Treviso. Il 26 giugno 2009 la compartecipazione si risolve a favore della società veneta, che però fallisce e il giocatore rimane quindi svincolato.
Il 22 luglio 2009 si accorda a parametro zero con il Ravenna, in Lega Pro Prima Divisione. Il 31 agosto 2010 passa in compartecipazione al Cittadella, in Serie B. Esordisce in campionato il 5 settembre contro il Novara, subentrando al 57' al posto di Manolo Gabbiadini. Conclude la stagione segnando 23 reti in 39 presenze, superando i precedenti primati di Riccardo Meggiorini e Matteo Ardemagni – che si erano fermati rispettivamente a 18 e 22 reti – laureandosi capocannoniere del campionato cadetto. Il 24 giugno 2011 la compartecipazione viene risolta a favore del Cittadella.
L'8 luglio 2011 passa a titolo definitivo alla Sampdoria, firmando un quadriennale da 500.000 euro netti a stagione. Esordisce con i blucerchiati il 20 agosto in Empoli-Sampdoria (2-1), valida per il terzo turno di Coppa Italia. Esce al 55', sostituito da Nicola Pozzi. Il 31 gennaio 2012 – dopo aver chiuso il girone di andata con 2 reti – viene ceduto in prestito al Brescia. Il 19 luglio 2012 passa in prestito al Novara, in Serie B. Termina il girone di andata segnando una rete – in Coppa Italia contro il Lumezzane – in 12 apparizioni, rendendo al di sotto delle aspettative.
Il 22 gennaio 2013 passa in prestito secco fino al termine della stagione al Grosseto. Esordisce con i toscani alla prima partita utile, il 26 gennaio contro il Cittadella (vittoria per 3-1), in cui mette a segno la rete del 2-1 biancorosso, depositando in rete il pallone dopo aver saltato l'estremo difensore avversario in seguito ad una triangolazione con Jadid, risultando il migliore in campo a fine partita. Il 2 marzo è autore della doppietta che consente ai biancorossi di battere in trasferta il Sassuolo nella sfida testacoda della 29ª giornata di campionato. Il risultato coincide sia con la prima vittoria esterna stagionale dei toscani (interrompendo un digiuno che risaliva al 23 aprile 2012) che con la prima sconfitta casalinga degli emiliani.
Il 25 marzo viene squalificato per tre giornate dal giudice sportivo "per avere, al 40º del secondo tempo, a giuoco fermo, colpito violentemente un calciatore avversario con una ginocchiata al volto"; l'episodio è avvenuto nell'incontro perso dai toscani per 1-2 contro il Cesena. Con i toscani ha disputato 17 incontri (tutti dal primo minuto), mettendo a segno 7 reti, a cui si aggiungono tre errori dal dischetto su tre da lui calciati.
Il 5 luglio 2013 passa in prestito alla Steaua Bucarest. Esordisce con la nuova maglia l'11 luglio nella gara di Supercoppa vinta 0-3 contro il Petrolul Ploieşti, subentrando al 61' al posto di Stefan Nikolić. Il 17 luglio esordisce nelle competizioni europee in Steaua Bucarest-Vardar (3-0), incontro preliminare valido per l'accesso alla fase a gironi di UEFA Champions League, sostituendo Nikolić al 60'. Mette a segno la sua prima rete con la squadra rumena il 23 luglio nella gara di ritorno vinta 1-2. Il 9 maggio 2014 la squadra si laurea – con tre giornate di anticipo – campione di Romania.
Il 19 agosto 2014 passa in prestito all'Eibar, squadra neo-promossa in Liga. Dopo aver rescisso l'accordo con la Sampdoria, il 27 luglio 2015 viene ingaggiato dal Western Sydney, nel campionato australiano. Il 17 agosto 2016 torna in Spagna, firmando un contratto annuale con il Córdoba, in Segunda División. Il 30 giugno 2017 viene tesserato dal Zhejiang Yiteng, nella seconda divisione cinese. Il 10 gennaio 2018 torna in Italia, accordandosi con la Ternana, in Serie B.
Dopo aver trascorso altri tre anni in Spagna con le maglie di Córdoba e Rayo Vallecano, il 26 agosto 2021 firma un biennale con la Paganese, in Serie C. Il 1º febbraio 2022 passa a parametro zero al Messina. Il 23 luglio 2022 viene tesserato dal Giugliano.
Il 17 agosto 2023, Piovaccari viene ufficializzato come nuovo giocatore della Cavese, squadra di Serie D. Il 29 dicembre seguente il club, con una nota sui propri canali, comunica di aver raggiunto l'accordo con l'attaccante per la rescissione del contratto.
Il 1º febbraio 2024 firma sino alla fine della stagione col San Cristóbal, club della Tercera Federación (ossia la quinta divisione del campionato spagnolo); torna dunque in Spagna dopo tre anni.
Il 13 maggio 2024, tramite un post sui suoi profili social, annuncia il ritiro dal calcio giocato; tuttavia, l'8 luglio seguente, viene annunciato il suo ingaggio da parte della Virtus, squadra sanmarinese, in vista dei preliminari di UEFA Champions League.

## Statistiche

### Presenze e reti nei club
Statistiche aggiornate al 10 dicembre 2023.
| Stagione        | Squadra         | Campionato      | Campionato | Campionato | Coppe nazionali | Coppe nazionali | Coppe nazionali | Coppe continentali | Coppe continentali | Coppe continentali | Altre coppe | Altre coppe | Altre coppe | Totale | Totale |
| Stagione        | Squadra         | Comp            | Pres       | Reti       | Comp            | Pres            | Reti            | Comp               | Pres               | Reti               | Comp        | Pres        | Reti        | Pres   | Reti   |
| --------------- | --------------- | --------------- | ---------- | ---------- | --------------- | --------------- | --------------- | ------------------ | ------------------ | ------------------ | ----------- | ----------- | ----------- | ------ | ------ |
| 2002-2003       | Castellettese   | D               | 17         | 6          | CI-D            | 0               | 0               | -                  | -                  | -                  | -           | -           | -           | 17     | 6      |
| 2003-2004       | Inter           | A               | 0          | 0          | CI              | 0               | 0               | UCL                | 0                  | 0                  | -           | -           | -           | 0      | 0      |
| 2004-2005       | Vittoria        | C1              | 25+2       | 10+1       | CI-C            | 0               | 0               | -                  | -                  | -                  | -           | -           | -           | 27     | 11     |
| 2005-2006       | San Marino      | C1              | 29+2       | 11+1       | CI+CI-C         | 0               | 0               | -                  | -                  | -                  | -           | -           | -           | 31     | 12     |
| 2006-2007       | Triestina       | B               | 37         | 5          | CI              | 3               | 0               | -                  | -                  | -                  | -           | -           | -           | 40     | 5      |
| 2007-2008       | Treviso         | B               | 22         | 3          | CI              | 1               | 0               | -                  | -                  | -                  | -           | -           | -           | 23     | 3      |
| 2008-2009       | Treviso         | B               | 18         | 1          | CI              | 0               | 0               | -                  | -                  | -                  | -           | -           | -           | 18     | 1      |
| Totale Treviso  | Totale Treviso  | Totale Treviso  | 40         | 4          |                 | 1               | 0               |                    | -                  | -                  |             | -           | -           | 41     | 4      |
| 2009-2010       | Ravenna         | 1D              | 32         | 13         | CI+CI-LP        | 2+0             | 1               | -                  | -                  | -                  | -           | -           | -           | 34     | 14     |
| ago. 2010       | Ravenna         | 1D              | 2          | 1          | CI+CI-LP        | 2+0             | 0               | -                  | -                  | -                  | -           | -           | -           | 4      | 1      |
| Totale Ravenna  | Totale Ravenna  | Totale Ravenna  | 34         | 14         |                 | 4               | 1               |                    | -                  | -                  |             | -           | -           | 38     | 15     |
| ago. 2010-2011  | Cittadella      | B               | 39         | 23         | CI              | 0               | 0               | -                  | -                  | -                  | -           | -           | -           | 39     | 23     |
| 2011-gen. 2012  | Sampdoria       | B               | 17         | 2          | CI              | 1               | 0               | -                  | -                  | -                  | -           | -           | -           | 18     | 2      |
| gen.-giu. 2012  | Brescia         | B               | 17         | 4          | CI              | -               | -               | -                  | -                  | -                  | -           | -           | -           | 17     | 4      |
| 2012-gen. 2013  | Novara          | B               | 10         | 0          | CI              | 2               | 1               | -                  | -                  | -                  | -           | -           | -           | 12     | 1      |
| gen.-giu. 2013  | Grosseto        | B               | 17         | 7          | CI              | -               | -               | -                  | -                  | -                  | -           | -           | -           | 17     | 7      |
| 2013-2014       | Steaua Bucarest | L1              | 25         | 10         | CR              | 5               | 2               | UCL                | 12                 | 4                  | SR          | 1           | 0           | 43     | 16     |
| 2014-2015       | Eibar           | PD              | 28         | 6          | CR              | 2               | 1               | -                  | -                  | -                  | -           | -           | -           | 30     | 7      |
| 2015-2016       | West. Sydney W. | AL              | 12         | 2          | CA              | 2               | 0               | ACL                | 0                  | 0                  | -           | -           | -           | 14     | 2      |
| 2016-2017       | Córdoba         | SD              | 28         | 4          | CR              | 5               | 4               | -                  | -                  | -                  | -           | -           | -           | 33     | 8      |
| 2017            | Zhejiang Yiteng | CL1             | 14         | 7          | CC              | 0               | 0               | -                  | -                  | -                  | -           | -           | -           | 14     | 7      |
| gen.-giu. 2018  | Ternana         | B               | 19         | 0          | CI              | -               | -               | -                  | -                  | -                  | -           | -           | -           | 19     | 0      |
| 2018-2019       | Córdoba         | SD              | 35         | 12         | CR              | 2               | 1               | -                  | -                  | -                  | -           | -           | -           | 37     | 13     |
| 2019-gen. 2020  | Rayo Vallecano  | SD              | 13         | 0          | CR              | 2               | 1               | -                  | -                  | -                  | -           | -           | -           | 15     | 1      |
| gen.-giu. 2020  | Córdoba         | SDB             | 6          | 1          | CR              | -               | -               | -                  | -                  | -                  | -           | -           | -           | 6      | 1      |
| 2020-2021       | Córdoba         | SDB             | 17+3       | 4          | CR              | 3               | 0               | -                  | -                  | -                  | -           | -           | -           | 23     | 4      |
| Totale Córdoba  | Totale Córdoba  | Totale Córdoba  | 86+3       | 21         |                 | 10              | 5               |                    | -                  | -                  |             | -           | -           | 99     | 26     |
| 2021-feb .2022  | Paganese        | C               | 16         | 4          | CI-C            | 0               | 0               | -                  | -                  | -                  | -           | -           | -           | 16     | 4      |
| feb.-giu. 2022  | Messina         | C               | 11         | 2          | CI-C            | -               | -               | -                  | -                  | -                  | -           | -           | -           | 11     | 2      |
| 2022-2023       | Giugliano       | C               | 31         | 5          | CI-C            | -               | -               | -                  | -                  | -                  | -           | -           | -           | 31     | 5      |
| 2023-2024       | Cavese          | D               | 7          | 1          | CI-D            | 1               | 0               | -                  | -                  | -                  | -           | -           | -           | 8      | 1      |
| Totale carriera | Totale carriera | Totale carriera | 551        | 146        |                 | 33              | 11              |                    | 12                 | 4                  |             | 1           | 0           | 597    | 161    |

## Palmarès

### Club

#### Competizioni nazionali
- Supercoppa di Romania: 1

Steaua Bucarest: 2013
- Campionato rumeno: 1

Steaua Bucarest: 2013-2014
- Supercoppa Sammarinese: 1

Virtus: 2024
- Campionato sammarinese: 1

Virtus: 2024-2025
- Coppa Titano: 1

Virtus: 2024-2025

### Individuale
- Capocannoniere della Serie B: 1

2010-2011 (23 gol)